# Umori v Jazbečevem Dolu
Umori v Jazbečevem Dolu je detektivski roman izpod peresa Caroline Graham. Prvič je izšel v Veliki Britaniji leta 1986, v slovenščino ga je prevedel Jože Stabej. V slovenščini je knjiga izšla leta 2006, gre za trenutno edino delo Caroline Graham, prevedeno v slovenščino.
Gre za prvi roman, v katerem nastopa glavni inšpektor Tom Barnaby. Leta 1997 so roman priredili za televizijsko serijo detektivskih filmov Umori na podeželju televizijske hiše ITV. Film je bil naslovljen Umori na podeželju: Umori na Jazbečevem zametu. Knjigo so uvrstili na Seznam 100 najboljših kriminalnih romanov vseh časov.

## Zgodba
V tihi britanski vasici Jazbečev Dol v 80. letu starosti umre Emily Simpson. Njena prijateljica gospodična Bellringer vztraja, da ni umrla od srčnega napada, kot je ugotovil vaški zdravnik Trevor Lessiter. Obdukcija potrdi, da Simpsonova res ni umrla zaradi srčnega napada, ampak zaradi zastrupitve s trobeliko. Barnaby po obdukciji začne preverjati vaščane in kmalu pride do ugotovitve, da je Simpsonova umrla, ker je videla nek par v gozdu, ko je nabirala orhideje.
Kmalu umre gospa Iris Rainbird, njeno truplo pa prvi najde sin Dennis Rainbird, lokalni pogrebnik. Barnaby med preiskavo vse bolj ugotavlja, da sta umora povezana s smrtjo Belle Trace, ki je umrla nekaj let prej med lovom. Barnaby na koncu ob pomoči narednika Gavina Troyja razreši primer, a krivec pred prijetjem stori samomor.

## Razlike s televizijsko upodobitvijo
- V filmu je bila smrt Emily Simpson nasilnejša. Namesto zastrupitve s trobeliko je v filmu smrt Simpsonove posledica zloma vratu s kljukcem.
- V romanu je ga. Rainbird ubita pred sinom Dennisom, ki je odkril njeno truplo in od šoka padel v katatonijo. V filmu umreta oba in skupaj.

## Ocene
Grahamova napravi like človeško verjetne v svojem šaljivem in tragičnem romanu, resnična zmagovalka. - Publishers Weekly

## Izdaje
- Združeno kraljestvo: 1987, Century, London, trda vezava, 264 strani, ISBN 0712617442.
- ZDA: 1988, Adler & Adler, Bethesda, Maryland, trda vezava, 264 strani, ISBN 0917561414.
- ponatis:  2005, Felony & Mayhem Press, ZDA, mehka vezava, xiv, 272 strani, ISBN 978-1-933397-04-7
- Slovenija: 2006, Prešernova družba, Ljubljana, trda vezava, 294 strani, ISBN 961-6512-63-3